# Sebastes koreanus
Sebastes koreanus is een  straalvinnige vissensoort uit de familie van schorpioenvissen (Sebastidae). De wetenschappelijke naam van de soort is voor het eerst geldig gepubliceerd in 1994 door Kim & Lee.
De soort staat op de Rode Lijst van de IUCN als Onzeker, beoordelingsjaar 2009.